# Будка железной дороги 34 км
Бу́дка желе́зной доро́ги 34 км — деревня в Тёмкинском районе Смоленской области России. Входит в состав Кикинского сельского поселения. По состоянию на 2007 год постоянного населения не имела.
Расположена в восточной части области в 17 км к северо-западу от Тёмкина, в 24 км юго-восточнее автодороги М1 «Беларусь», на берегу реки Жижала. В 2 км восточнее деревни расположена железнодорожная станция О.п. 36-й км на линии Вязьма — Калуга.

## История
В годы Великой Отечественной войны деревня была оккупирована гитлеровскими войсками в октябре 1941 года, освобождена в марте 1943 года.